# Calvin College
Pour les articles homonymes, voir Calvin.
Ne doit pas être confondu avec Collège Calvin.
Le Calvin College est un établissement d'enseignement privé américain, situé à Grand Rapids, dans le Michigan. Fondé en 1876, c'est une université de l'Église chrétienne réformée en Amérique du Nord qui s'inscrit dans la tradition des Églises réformées du protestantisme. L'établissement est baptisé du nom du théologien français du XVIe siècle Jean Calvin.

## Histoire
L'institut a été fondé en 1876 sous le nom de Calvin College and Theological Seminary dans le but de proposer un établissement de formation pour les ministres du culte de l'Église chrétienne réformée. Quatre années de formation sur des sujets libéraux sont suivies par deux années de théologie.
En 1892, l'établissement abandonne le bâtiment loué où il était hébergé depuis sa fondation pour s'installer dans ses propres locaux. Deux années plus tard, il ouvre ses classes à ceux qui ne sont pas destinés à devenir ministres du culte. À cette époque, en 1900, un élargissement des cours offerts a également lieu. En 1901, le premier étudiant est accepté.
En 1906, le département de Littérature devient le Junior Calvin College qui organise la première cérémonie de remise des diplômes. En 1910, d'autres villes du Michigan, de Muskegon et de Kalamazoo, offrent de l'argent et des terres pour un agrandissement de l'offre scolaire, mais Grand Rapids répond avec un projet plus économique qui permet à l'Institut de rester dans ses locaux originels.
En 1917, l'établissement s'installe sur un terrain nouveau et plus vaste dans la banlieue de Grand Springs. En 1920, il structure son cursus d'études sur quatre années et, en 1924, avec l'ouverture de l'école secondaire à Grand Springs, il concentre sa formation sur l'enseignement supérieur. Dans les années 1930, les effets de la Grande Dépression plongent l'institut dans une grave crise.
Dans la période suivant immédiatement la Seconde Guerre mondiale, on constate une croissance rapide des étudiants passant d'environ 400 des années d'avant-guerre à plus de 1200 en 1950. En 1953, l'établissement devient membre de l'Association interculturelle du Michigan. En 1956, le synode de l'Église autorise l'achat d'un nouveau terrain pour répondre aux problèmes d'espace de plus en plus pressants. Le transfert des différents départements, commencé en 1960, se poursuit par la construction de nouveaux bâtiments, et prend fin en 1973.
Une nouvelle extension et une rénovation des bâtiments a eu lieu au début du troisième millénaire.
En juin 2010, y est célébrée l'Assemblée générale de l'unification de l'Alliance réformée mondiale et du Conseil œcuménique réformé. Nait alors la Communion mondiale d'Églises réformées.

## Astronomie
Le département d'astronomie du Calvin College gère une paire de télescopes en collaboration avec la Christian School (en) de Rehoboth (en) au Nouveau-Mexique. Le Calvin College, compte tenu du manque de nuits de qualité propices à l'observation, est utilisé comme outil de formation, celui de Rehoboth pour des campagnes d'observation réelles.
Le Centre des planètes mineures attribue au Calvin College la découverte d'une centaine d'astéroïdes, réalisée entre 2005 et 2010. Il existe également de nombreux astéroïdes dont la découverte est créditée aux chercheurs exploitant l'instrumentation du Calvin College.
| (152233) Van Till   | 25 septembre 2005 |
| (167875) Kromminga  | 2 mars 2005       |
| (188847) Rhipée     | 23 mars 2006      |
| (243320) Jackuipers | 24 septembre 2008 |
| (375005) Newsome    | 26 mars 2007      |

## Personnalités liées à l'université

### Professeurs
- Won W. Lee, professeur de religion et d'études asiatiques.